# 오사카 음악대학

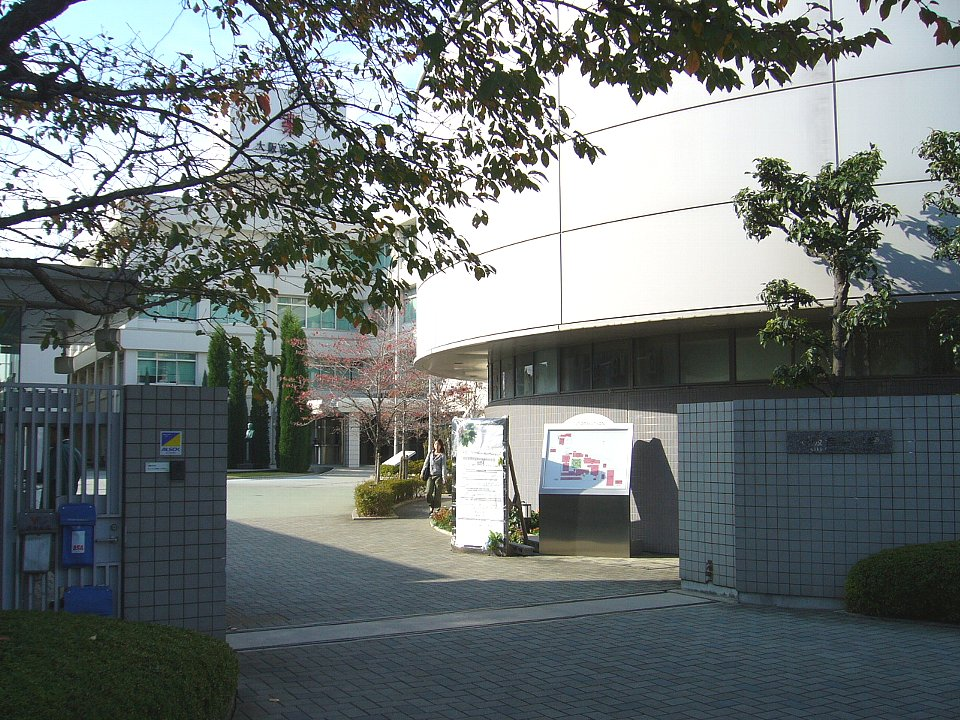

오사카 음악대학(大阪音楽大学, Osaka College of Music)은 오사카부에 본부를 둔 일본의 사립 대학이다.

## 역사
- 1915년 서일본 최초의 음악학교 '오사카 음악 학교' 개교.
- 1958년 법인 오사카 음악대학 설립.
- 1968년 대학원 개설.